# Pascal Hervé

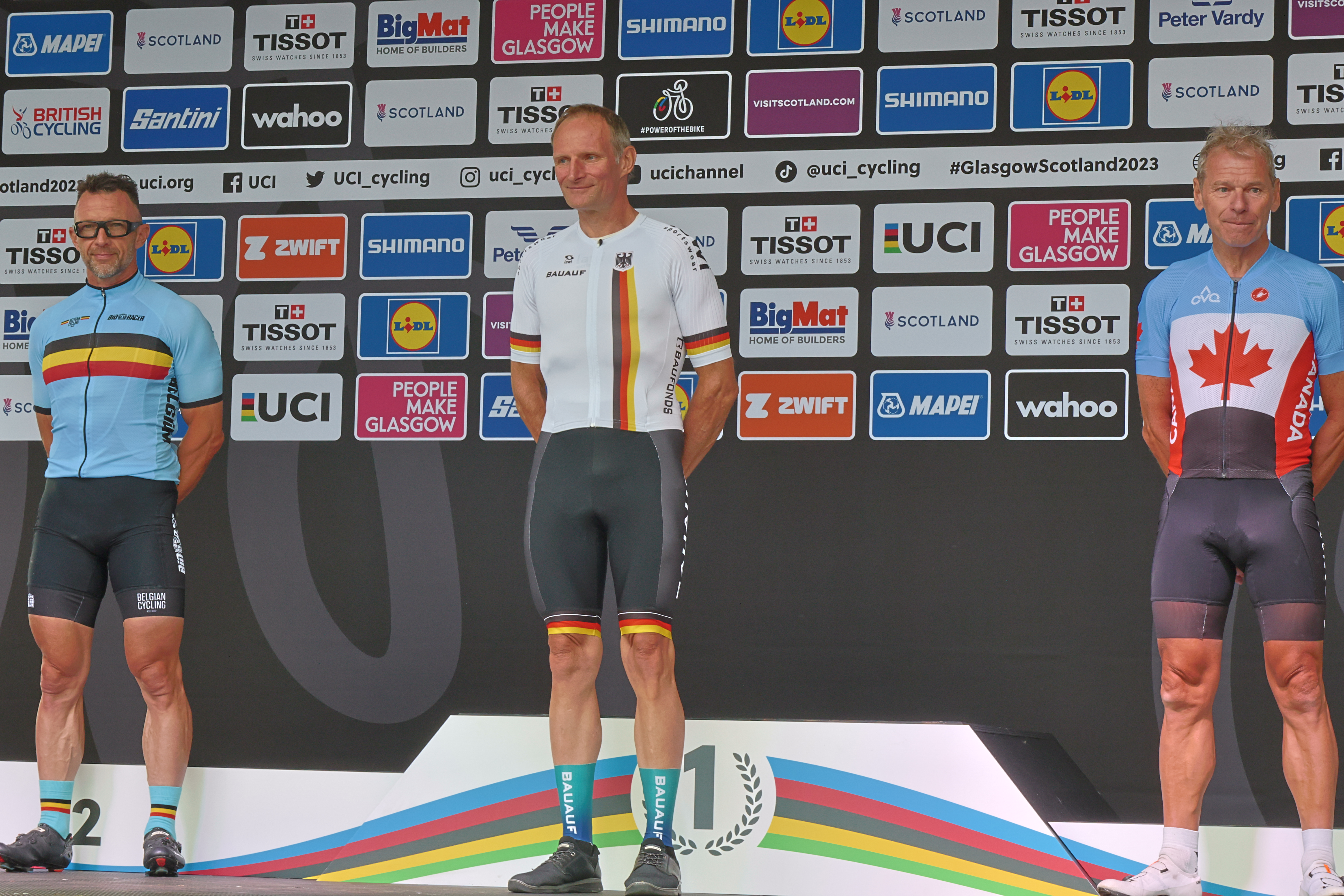
V. l. Lieven Van De Perre (Silber), Michael Schäfer (Gold) und Pascal Hervé (Bronze)

Pascal Hervé (* 13. Juli 1964 in Tours; † 24. Dezember 2024 in Montreal, Québec) war ein kanadisch-französischer Radrennfahrer. Seine Profikarriere dauerte von 1994 bis 2001.

## Sportlicher Werdegang
Hervé war ein Rennfahrer, der sowohl mit bergigem als auch flachem Terrain zurechtkam. Seine größten Erfolge feierte er bei Rundfahrten. Er gewann zahlreiche Etappen, aber auch Berg- und Punktewertungen. In der Tour de France 2000 siegte er in der Sonderwertung Souvenir Henri Desgrange.
Zum ersten Mal war Hervé in einen Doping-Fall verwickelt, als die Festina-Affäre 1998 ihren Lauf nahm. Er war damals Teil des ausgeschlossenen Teams gewesen. Während der Gerichtsverhandlung dazu gestand Hervé als letzter Angeklagter sein Doping. Daraufhin wurde er bis Ende März 2001 gesperrt. Doch schon beim Giro d’Italia desselben Jahres wurde er positiv getestet und vom Rennen ausgeschlossen. Dieses Vergehen beendete gleichzeitig Hervés Karriere.
Nach einer Umschulung in der Gastronomie lebte Hervé zwischen 2015 und 2017 in Québec, wo er als Trainer und Sportlicher Leiter des Teams Garneau-Québecor tätig war. 2022 belegte Hervé bei den Kanadischen Meisterschaften Master bei den Masters C den ersten Platz. 2023 holte er bei den Gran-Fondo-Weltmeisterschaften 2023 in Perth, Australien die Bronze-Medaille im Straßenrennen bei den M55–59.
Pascal Hervé starb im Alter von 60 Jahren am Heiligabend 2024. Zuvor hatte er öffentlich gemacht, dass er wegen eines Tumors am Magen operiert worden war.

## Erfolge
1994
- eine Etappe und die  Bergwertung Critérium du Dauphiné Libéré

1996
- eine Etappe Giro d’Italia
- eine Etappe Tour DuPont

1998
- eine Etappe Baskenland-Rundfahrt
- Trophée des Grimpeurs
- GP Ouest France-Plouay
- Bordeaux-Caudéran

2000
- eine Etappe Tour de Suisse
- Polynormande